# 고미 요타
고미 요타(일본어: 小見 洋太, 2002년 8월 11일~)는 일본의 축구 선수이다.

## 구단 경력
2021년 J2리그의 알비렉스 니가타에 입단하였다. 2022년 J2리그 준우승으로 J1리그로 승격하였다.

## 국가대표팀 경력
그는 2022년 아시안 게임에 참가할 일본 U-23 국가대표팀에 발탁되었으며, 준우승에 기여했다.